# Juncus ingens
Juncus ingens là một loài thực vật có hoa trong họ Juncaceae. Loài này được N.A.Wakef. mô tả khoa học đầu tiên năm 1957.